# F. W. Schröder-Schrom
F. W. Schröder-Schrom (* 31. Mai 1879 in Frankfurt am Main; † 10. Mai 1956 in Berlin; gebürtig Franz Wilhelm Emil Schröder) war ein deutscher Schauspieler.

## Leben
Nachdem F. W. Schröder-Schrom Schauspielunterricht genommen hatte, erhielt er sein erstes Engagement im Jahr 1900 in Hamburg. Weitere Stationen seiner Bühnenlaufbahn waren Hannover, Bremen und Frankfurt am Main. Schließlich kam er nach München und agierte dort an den Bayerischen Staatstheatern.
Seit 1922 lebte er in Berlin und entwickelte sich hier immer mehr zum Filmschauspieler. In den 30er und 40er Jahren verkörperte er in zahlreichen Nebenrollen meist höhergestellte Figuren wie Kommissare, Ärzte, Direktoren, Richter und Professoren.
Nach Kriegsende musste er sich wieder weitgehend auf seine Theaterarbeit beschränken. Er trat an der Tribüne am Knie und beim Veranstaltungsring West-Berlin auf, dazu unternahm er mehrere Gastspielreisen. Zeitweise war er Verwaltungsratsmitglied der Genossenschaft Deutscher Bühnen-Angehöriger.

## Filmografie
- 1919: Ewiger Strom
- 1920: Der Klosterjäger
- 1921: Die Frau von morgen
- 1924: Rosenmontag
- 1925: Vater Voss
- 1925: Der Hahn im Korb
- 1925: Wallenstein, 1. Teil – Wallensteins Macht
- 1925: Der Mann im Sattel
- 1928: Don Juan in der Mädchenschule
- 1932: Die elf Schill'schen Offiziere
- 1932: Das erste Recht des Kindes
- 1932: Die unsichtbare Front
- 1932: Acht Mädels im Boot
- 1932: Marschall Vorwärts
- 1932: Trenck
- 1933: Brennendes Geheimnis
- 1933: Moral und Liebe
- 1933: Die Nacht im Forsthaus
- 1933: Tausend für eine Nacht
- 1933: Der Traum vom Rhein
- 1933: Glück im Schloß
- 1933: Mädels von heute
- 1934: Dr. Bluff
- 1934: Früchtchen/Csibi, der Fratz
- 1934: Grüß' mir die Lore noch einmal
- 1934: Ich kenn' dich nicht und liebe dich
- 1934: Ihr größter Erfolg
- 1934: Jede Frau hat ein Geheimnis
- 1934: Die Liebe und die erste Eisenbahn
- 1934: Peer Gynt
- 1934: Der verlorene Sohn
- 1934: So endete eine Liebe
- 1935: Künstlerliebe
- 1935: Leichte Kavallerie
- 1935: Nacht der Verwandlung
- 1935: Vergiß mein nicht
- 1935: Die Heilige und ihr Narr
- 1935: Der Mann mit der Pranke
- 1935: Der stählerne Strahl
- 1936: Schloß Vogelöd
- 1936: Allotria
- 1936: Aufmachen, Kriminalpolizei
- 1936: Das Gäßchen zum Paradies
- 1936: Hilde Petersen postlagernd
- 1936: Das Ochsenmenuett
- 1936: Stärker als Paragraphen
- 1936: Familienparade
- 1936: Mädchenräuber
- 1936: Die Unbekannte
- 1936: Fridericus
- 1937: Und du mein Schatz fährst mit
- 1937: Togger
- 1937: Andere Welt
- 1937: Der Mann, der Sherlock Holmes war
- 1937: Sieben Ohrfeigen
- 1937: Tango Notturno
- 1938: Am seidenen Faden
- 1938: Peter spielt mit dem Feuer
- 1938: Rote Orchideen
- 1938: Schüsse in Kabine 7
- 1938: Spiel im Sommerwind
- 1938: Steputat & Co.
- 1938: Anna Favetti
- 1938: Der unmögliche Herr Pitt
- 1939: Das Gewehr über
- 1939: Der Gouverneur
- 1939: Robert und Bertram
- 1939: Verdacht auf Ursula
- 1939: Wer küßt Madeleine?
- 1939: Heimatland
- 1939: Der Polizeifunk meldet
- 1940: Bismarck
- 1940: Angelika
- 1940: Leidenschaft
- 1940: Polterabend
- 1940: Was wird hier gespielt?
- 1941: Alarm
- 1941: Spähtrupp Hallgarten
- 1942: Die Entlassung
- 1943: Der unendliche Weg
- 1944: Opfergang
- 1944: Der Mann, dem man den Namen stahl
- 1944/50: Mein Herz gehört Dir
- 1944/50: Verlobte Leute
- 1945: Die Brüder Noltenius
- 1945: Via Mala
- 1948: Beate
- 1951: Durch Dick und Dünn
- 1955: Der gestiefelte Kater
- 1955: Rumpelstilzchen